# Bağıllı, Gelendost
Bağıllı là một thị trấn thuộc huyện Gelendost, tỉnh Isparta, Thổ Nhĩ Kỳ. Dân số thời điểm năm 2011 là 1.736 người.